# Жепецкий, Ян
Ян Жепе́цкий (пол. Jan Rzepecki; 29 сентября 1899, Варшава — 28 апреля 1983, там же) — офицер Польской армии, дипломированный полковник, военный историк, первый президент подпольной вооружённой организации «Свобода и Независимость».

## Польский офицер
С 1914 служил в Польских легионах в рядах 1-го пехотного полка. После «присяжного кризиса» 1917 (отказа легионеров принести присягу императорам Германии и Австро-Венгрии) служил в Польских вооружённых силах, где окончил офицерскую школу и получил первый офицерский чин. С ноября 1918 служил в Войске Польском, командовал взводом в школе подхорунжих. В 1922—1924 учился в Высшей военной школе в Варшаве.
С 1 октября 1924 в качестве офицера Генерального штаба был направлен на службу в офицерскую пехотную школу в Варшаве, где командовал батальоном подхорунжих и преподавал стратегию и военную тактику. Во время майского переворота 1926, возглавлявшегося Юзефом Пилсудским, выступил во главе своего батальона на стороне конституционных властей государства. После победы Пилсудского был переведён в провинцию на должность командира батальона. В 1928 переведён на службу в учебный центр в Рембертове. В 1935—1939 — преподаватель тактики в Высшей военной школе.
Во время сентябрьской кампании 1939 — начальник III (оперативного) отдела армии «Краков».

## В Армии Крайовой
После оккупации Польши был начальником штаба округа Союза вооружённой борьбы (СВБ) «Варшава-город». С 1940 — полковник. В 1940—1944 — начальник Бюро информации и пропаганды главного командования СВБ — Армии Крайовой. Псевдонимы —«Бурмистш», «Презес», «Кравчик», «Горский», «Седзя», «Вольский», «Ожуг», «Слюсарчик», «Войнар». Под его началом работали люди левых и либеральных взглядов (например, Казимеж Мочарский, сменивший его во главе бюро после Варшавского восстания), что вызывало негативное отношение со стороны правых участников Сопротивления.
Участник Варшавского восстания 1944 года, после капитуляции, в 1944—1945, в немецком плену, в лагерях военнопленных Ламсдорф и Вольденберг. И. о. делегата польского правительства в стране Стефан Корбоньский говорил в 1945 о Жепецком: «Считаю его хорошим штабным офицером (он был известным преподавателем в главной военной школе) и человеком с большими политическими способностями. Хороший организатор, ориентируется и опирается на „Стронництво Людове“ (ПСЛ)» (ПСЛ — Польская крестьянская партия Станислава Миколайчика).
После освобождения тайно вернулся в Польшу, исполнял обязанности коменданта законспирированной организации  «Nie»(«Независимость»), задачей которой была подпольная борьба с СССР. С мая 1945 — глава подпольной организации «DSZ» (Делегатурa вооруженных сил). Был сторонником прекращения вооружённой борьбы в условиях, когда  5 июля 1945 года коалиционное  правительство Польши было признано США и Великобританией. В то же время выступил против заявления арестованного полковника Яна Мазуркевича («Радослава»), призвавшего в августе—сентябре 1945 военнослужащих АК выйти из подполья. Считал, что необходимо создать политическую структуру, объединяющую солдат и офицеров АК, которая с помощью организационного и пропагандистского ресурса могла бы оказать влияние на ситуацию в стране, в том числе в ходе будущей парламентской избирательной кампании.
14 августа издал официальный приказ о роспуске «DSZ», на её основе создал и возглавил нелегальную политическую организацию «WiN» («Свобода и Независимость»). 2 октября на тайном съезде комендантов округов DSZ был избран председателем главного исполнительного комитета «WiN». 5 ноября 1945 арестован управлением безопасности (следствие по делу Жепецкого вёл известный своей жестокостью полковник Рожаньский). В этот же период были арестованы и ряд других руководителей «WiN», ликвидирована типография, в которой планировалось печатать газету «Белый орёл», изъяты пять радиостанций и касса организации, разгромлен отдел заграничной связи. После этого Жепецкий, получив гарантии следователей для своих подчинённых, призвал оставшихся на свободе членов «WiN» выйти из подполья, активно сотрудничал со следственными органами.
3 февраля 1947 приговорён районным военным судом Варшавы к 8 годам лишения свободы, через два  дня  помилован, работал в учебном отделении Академии Генерального штаба. Ян Жепецкий через Польское Радио призвал членов «Свободы и Независимости» принять объявленную в 1947 году государственную амнистию. В 1949 вновь арестован, в 1954 — освобождён, в 1956 реабилитирован. Был сотрудником Института истории Польской Академии наук, получил докторскую степень.

## Награды
Награждён орденом Белого Орла (1995; посмертно), Золотым и Серебряным крестами Военного ордена «Виртути милитари», Крестом Независимости, Крестом Храбрых (трижды).